# Урюм (река, Сахалин)
Урюм — река на юге острова Сахалин. Протекает по территории Анивского района Сахалинской области
Длина реки составляет 51 км, площадь водосборного бассейна — 293 км². Берёт исток со склонов горы Угрюмая Южно-Камышового хребта, впадает в залив Анива. В устье находится посёлок Кириллово.
Название вероятно произошло из тюркского урюм — «отдельное озерко, отрезок пересыхающей реки с проточной водой».

## Данные водного реестра
По данным государственного водного реестра России относится к Амурскому бассейновому округу.
Код объекта в государственном водном реестре — 20050000212118300006670.